# Badminton

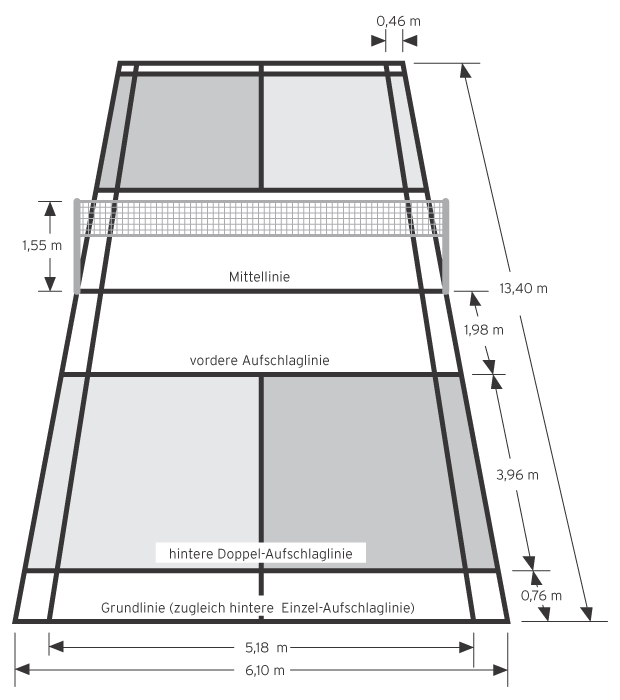
Dimensiunile terenului de Badminton

Badmintonul este un sport în care doi jucători sau două perechi de jucători joacă plasându-se fiecare de câte o parte a unui fileu care împarte terenul dreptunghiular în două jumătăți egale. Cei doi jucători sau două perechi câștigă puncte lovind un fluturaș (minge) cu racheta astfel încât acesta să treacă peste fileu și să aterizeze în terenul advers.
pee

## Regulament

### Terenul de joc
Terenul de joc are mărimea de 13.40 m x 5.18 m la meciurile de simplu și de 13.40 m x 6.10 m la meciurile de dublu. 
Același teren este folosit și pentru meciurile de simplu și dublu, cu diferența că se trag niște linii despărțitoare vizibile. Terenul este împărțit în două părti egale de un fileu (plasă) cu înălțimea de 1,524m la mijloc și 1,55m la capete.

### Jocul
Un arbitru ajutat de un arbitru la serviciu și 6 arbitri de linie, supraveghează meciul. Înaintea începerii jocului se realizează tragerea la sorți. Sportivul care câștigă are trei optiuni de alegere: să servească, să primească serva sau terenul.
Un punct se pierde când fluturașul loveste plasa, cade în afara terenului de joc sau când se comit greșeli.

### Greșeli
- fluturașul lovește sportivul
- corpul sportivului sau racheta sportivului ating plasa
- fluturașul atinge pământul înainte să treacă de plasă
- fluturașul este lovit de două ori
- serva este executata de deasupra taliei
- unul dintre jucatori loveste fluturasul in terenul advers

După încheierea unui schimb de mingi, partea care a câștigat va avea un punct și va servi.

### Regulament servă
- serva se face în diagonală,
- picioarele sportivului aflat la serviciu si ale primitorului trebuie să atingă amândouă pământul,
- la serviciu fluturașul se lovește astfel incat varful rachetei sa fie indreptat in jos iar punctul de impact al rachetei cu fluturașul să fie sub linia șoldului (creasta iliacă).
- serviciul nu trebuie să se facă deasupra taliei

Concursul se termină când sportivul (sportivii) câștigă două seturi de 21 puncte (la 21 egal se prelungeste pt. diferenta de 2 puncte dar nu mai mult de 30).

## Galerie imagini

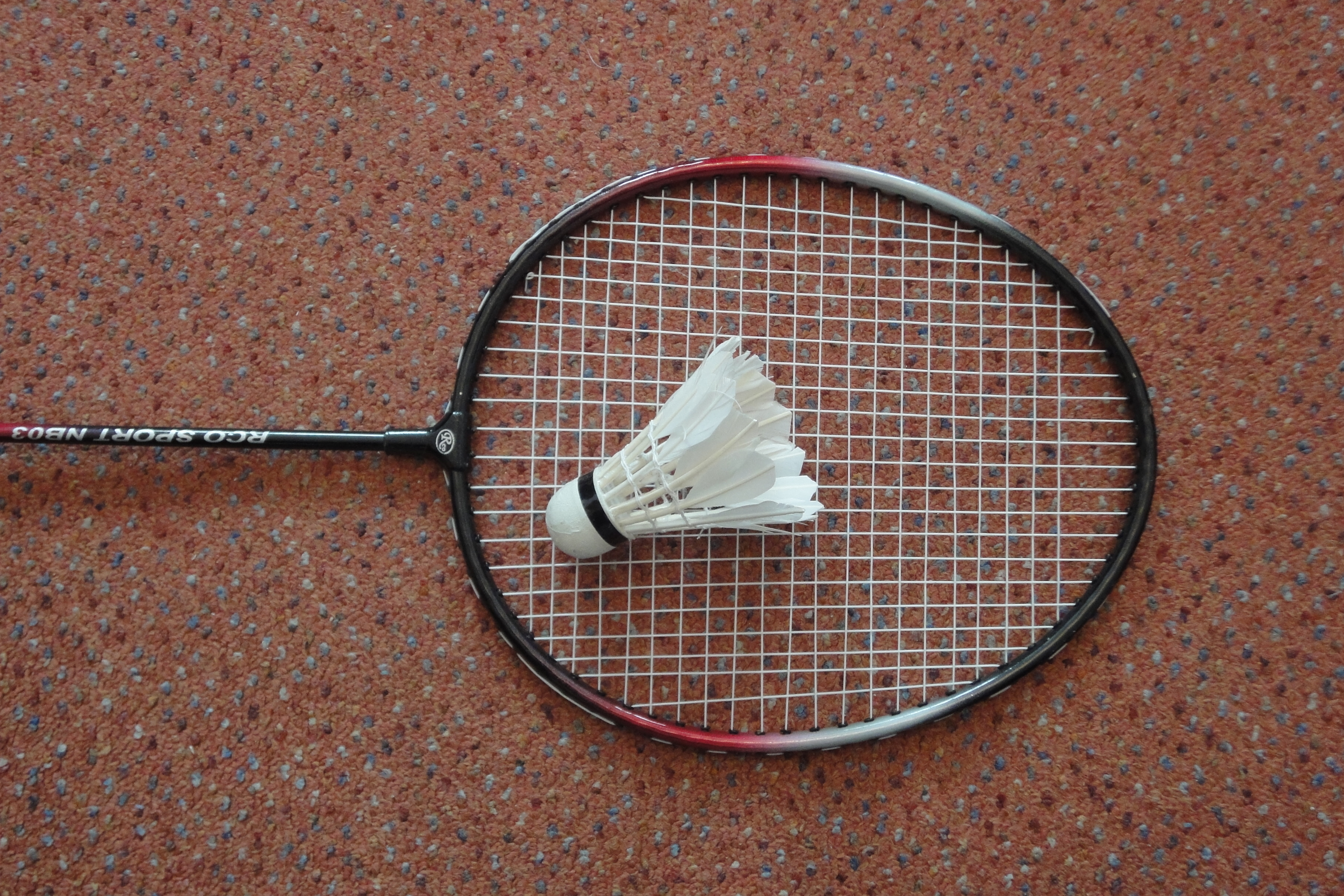
Rachetă de badminton şi fluturaş